# Parti libéral (Moldavie)
Pour les articles homonymes, voir Parti libéral.
Le Parti libéral (en roumain : Partidul Liberal, PL) est un parti politique moldave de centre droit.

## Historique
Il est créé le 5 septembre 1993 sous le nom de Parti de la réforme (en roumain : Partidul Reformei) par Anatol Șalaru sous la forme d'une plateforme électorale chrétienne-démocrate qu'il conserve jusqu'au 24 avril 2005, date à laquelle il prend le nom de Parti libéral et adopte un nouveau programme. Mihai Ghimpu en est élu président. En 2007, son neveu Dorin Chirtoacă devient maire de Chișinău.
Après les élections législatives de juillet 2009 où il obtient 15 sièges de députés, le PL conclut un accord de coalition avec le Parti démocrate (PD), le Parti libéral-démocrate (PLDM) et Notre Moldavie (AMN) au sein de l'Alliance pour l'intégration européenne (AIE). Il participe aux premier et deuxième gouvernements de Vlad Filat entre 2009 et 2013.
En février 2013, le parti connaît des dissensions internes. En mars, une motion de censure contre le gouvernement Filat entraîne la dissolution de l'Alliance pour l'intégration européenne. Ion Hadârcă et les dissidents du PL, opposés à la ligne menée par le président Mihai Ghimpu, créent en mai le Parti libéral-réformateur (PLR),. De son côté le PL se retrouve dans l'opposition aux gouvernements de Iurie Leancă et de Chiril Gaburici. Après la destitution de ce dernier, le PL accorde son soutien à son successeur Valeriu Streleț le 30 juillet 2015. De janvier 2016 à mai 2017, le PL participe au gouvernement de Pavel Filip.
Lors des élections législatives de février 2019, le parti obtient 1,25 % des voix et n'est plus représenté au Parlement.
Le parti est notamment pro-européen et soutient la réunification avec la Roumanie.